# Varennes-sur-Seine
Varennes-sur-Seine – miejscowość i gmina we Francji, w regionie Île-de-France, w departamencie Sekwana i Marna. Przez miejscowość przepływa Sekwana. 
Według danych na rok 1990 gminę zamieszkiwało 3055 osób, a gęstość zaludnienia wynosiła 305 osób/km² (wśród 1287 gmin regionu Île-de-France Varennes-sur-Seine plasuje się na 401. miejscu pod względem liczby ludności, natomiast pod względem powierzchni na miejscu 379.).